# Lithococcus
Lithococcus is een geslacht van weekdieren uit de klasse van de Gastropoda (slakken).

## Soorten
- Lithococcus aletes Thompson & Hershler, 1991
- Lithococcus multicarinatus (Miller, 1878)